# Совяк (Трновська Вас)
Совяк (словен. Sovjak) — поселення в общині Трновська Вас, Подравський регіон‎, Словенія.